# “SUMMER of '98”pure soul in STADIUM
『“SUMMER of '98” pure soul in STADIUM』はGLAYが1998年12月9日にリリースしたライブビデオ。

## 概要
1998年に行われたツアー『pure soul in STADIUM "SUMMER of '98"』の、ポートメッセなごや特設野外ステージでのLIVEを中心としたライブ映像や舞台裏を収録。初回限定盤には写真集も付属。
2003年12月3日に全曲リマスタリング、特典付きでDVD化。
2018年7月31日に発売の『pure soul Anthology』に付属のBlu-ray Discに、本ツアーより阪急西宮スタジアムでの公演がフルサイズで映像化され収録、2021年7月31日にはその公演がハイレゾ音源で配信されている。

## 収録曲
1. YOU MAY DREAM
2. ビリビリクラッシュメン
3. SOUL LOVE
4. May Fair
5. FRIEDCHICKEN & BEER
6. 3年後
7. HOWEVER
8. 口唇
9. More than Love
10. pure soul
11. 誘惑
12. ACID HEAD
13. I'm in Love

SPECIAL EDITIONS (DVDのみ)
- MAKING OF "I'm in LOVE"
- LIVE PHOTO GALLERY